# Organizacja pułków Imperium Rosyjskiego

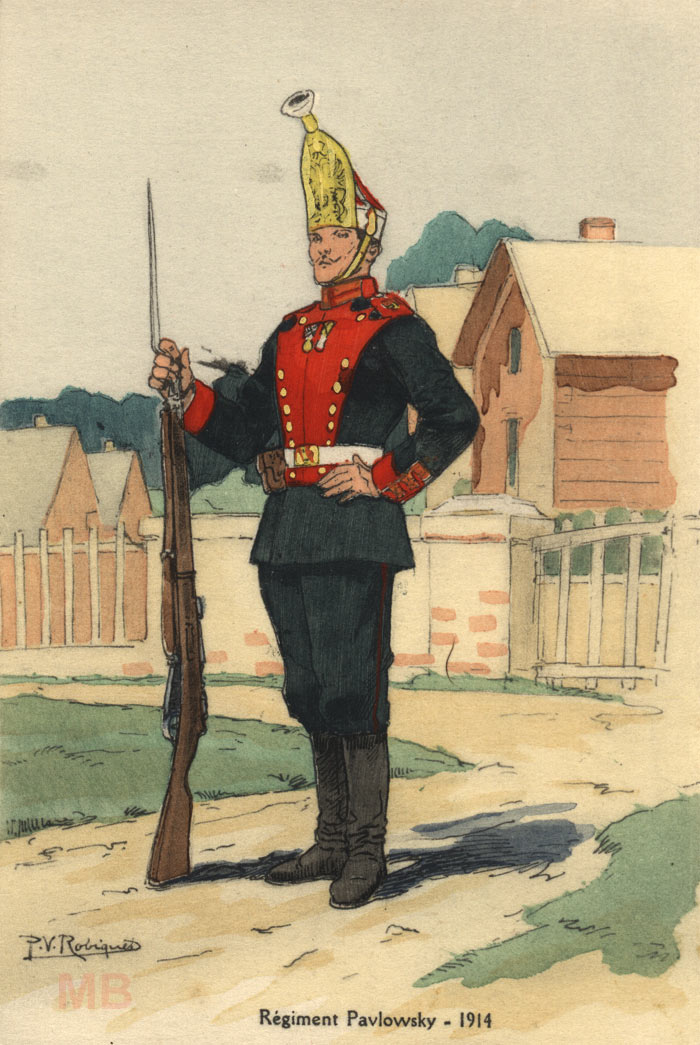
Żołnierz Gwardyjskiego Pawłowskiego Pułku, 1914 (nakrycie głowy charakterystyczne dla formacji grenadierów)

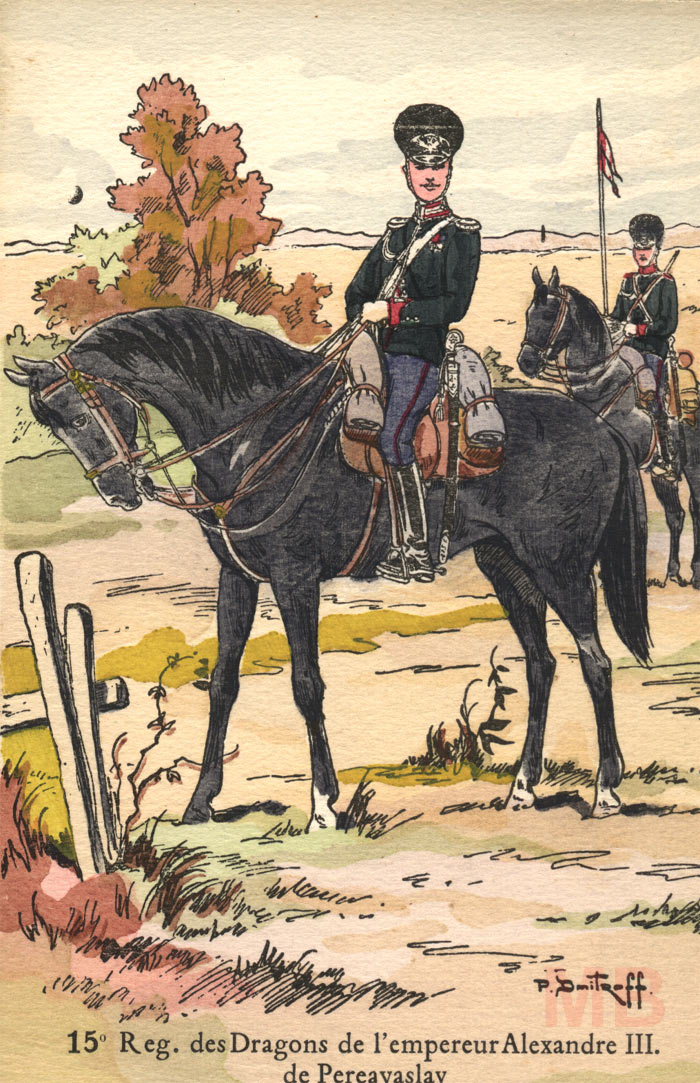
Żołnierz
15 Perejasławskiego Pułku Dragonów Imperatora Aleksandra III

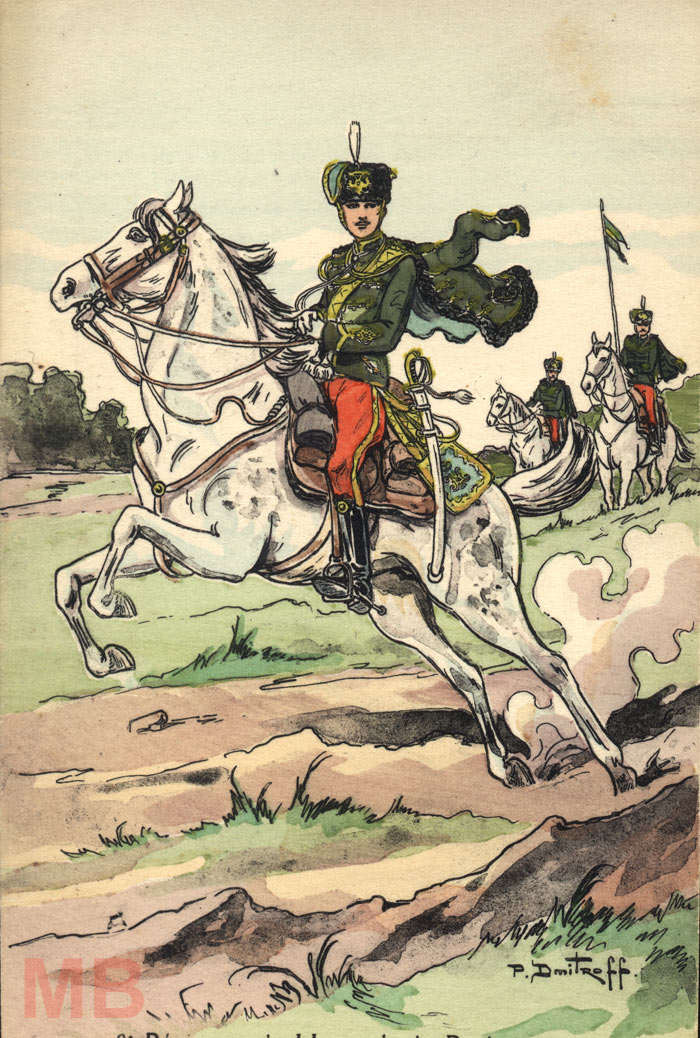
Żołnierz 2 Lejb-Huzarskiego Pawłogradzkiego Pułku Imperatora Aleksandra III

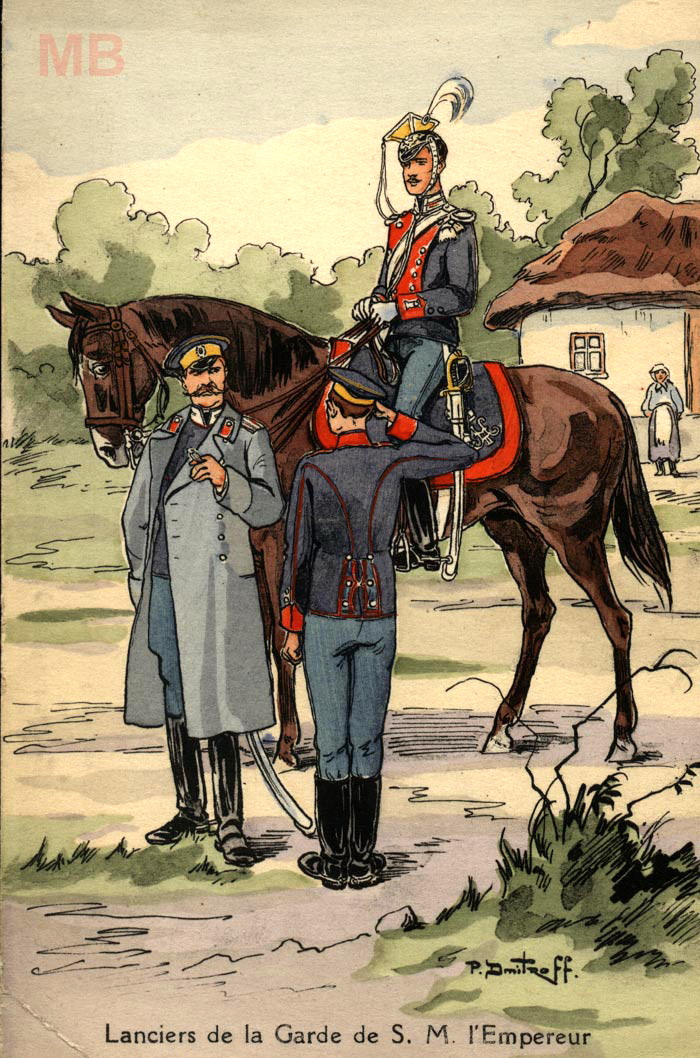
Żołnierz Gwardyjskiego Pułku Ułanów Jego Wysokości

Organizacja pułków Imperium Rosyjskiego – organizacja pułków rosyjskiej armii carskiej.
Historia rosyjskich pułków o najbogatszej tradycji sięga II połowy XVII wieku, czyli okresu panowania carów Aleksego I Romanowa oraz jego syna Piotra I Wielkiego. Jednostki te były wielokrotnie przeformowywane i przemianowywane, zazwyczaj przy okazji zmiany osoby dowódcy.
W 1882 przeprowadzono reformę ujednolicającą organizację rosyjskiej kawalerii. Pułki huzarskie i ułańskie stały się wówczas pułkami dragońskimi. Taki stan rzeczy istniał do 1907. Wtedy to właśnie przeprowadzono kolejną reformę i powrócono do wcześniejszej organizacji kawalerii. Znowu istniał podział na pułki dragońskie, huzarskie, ułańskie i kozackie.
Na początku XX wieku na ziemiach polskich stacjonowało w sumie 68 pułków piechoty oraz
38 pułków kawalerii.

## Pułki piechoty
Skład pułku piechoty Imperium Rosyjskiego:
- sztab,
- 4 bataliony (każdy po cztery roty, numery 1-16),
- oddział szkolny,
- oddział karabinów maszynowych,
- oddział łączności,
- oddział zwiadowczy,
- oddział techniczny.

W skład jednej rosyjskiej brygady piechoty wchodziły 2 pułki piechoty.

## Pułki strzeleckie
Skład pułku strzeleckiego Imperium Rosyjskiego:
- sztab,
- 2 bataliony (każdy po cztery roty),
- oddział szkolny,
- oddział karabinów maszynowych,
- oddział łączności,
- oddział zwiadowczy,
- oddział techniczny.

W skład jednej rosyjskiej brygady strzelców wchodziły 4 pułki strzelców oraz 1 strzelecki dywizjon artylerii.

## Pułki dragonów i huzarów
Skład pułku dragonów bądź pułku huzarów Imperium Rosyjskiego:
- sztab,
- 6 eskadronów (szwadronów),
- oddział szkolny,
- oddział saperski,
- oddział techniczny.

W skład jednej rosyjskiej brygady kawalerii wchodziły 2 pułki kawaleryjskie.

## Pułki kozackie
Skład pułku kozackiego Imperium Rosyjskiego (podobny do dragonów i huzarów, jednak czasem inne nazewnictwo):
- sztab,
- 6 sotni (szwadronów),
- oddział szkolny,
- oddział saperski,
- oddział techniczny.

Pułki kozackie wchodziły w skład brygad kawalerii, które to z reguły liczyły sobie po 2 pułki.

## Literatura
- Raspisanije suchoputnych wojsk 1836 - 1914, Petersburg 1914.
- Wiesław Caban, Służba rekrutów Królestwa Polskiego w armii carskiej w latach 1831-1873, Warszawa 2001, ISBN 83-7181-209-4.
- A. A. Kersnowski, Istorija russkoj armii, Moskwa 1994.